# Chaetodipus penicillatus
Chaetodipus penicillatus — північноамериканський вид гетеромідних гризунів, поширених на південному заході США та Мексики. Це Chaetodipus середнього розміру й віддає перевагу піщаним пустельним середовищам із рідкою рослинністю.

## Морфологічна характеристика
Загальна довжина дорослих особин зазвичай не перевищує 180 мм. Забарвлення від сірувато-коричневого до жовтувато-сірого і може бути вкрапленим чорним. Шерсть груба. У цього виду відсутні огузкові шипи, але є численні подовжені огузкові волоски, які темніші на спині та світліші з боків. Бічної лінії немає. Нижня частина тіла і хвіст білуваті. Хвіст із сильним чубком і довший за голову та тіло, середня довжина хвоста становить 109 мм. Підошви задніх лап білуваті, середня довжина задніх лап становить 25 мм.

## Поведінка
Chaetodipus penicillatus може бути активним цілий рік у деяких регіонах, хоча він неактивний взимку на півдні Аризони. Цей вид веде переважно нічний спосіб життя. Це агресивний одинак, який може зариватися у тверду кірку ґрунту, фактично фізично прожовуючи собі шлях крізь тверді частини ґрунту. Однак нори зазвичай викопує в мулистому, піщаному чи гравійному ґрунті й використовує для притулку, зберігання насіння та догляду за новонародженими. Середня тривалість життя C. penicillatus становить близько одного року. Харчується в основному насінням різнотрав'я, злаків і чагарників, хоча до раціону можуть додаватися зелені рослини та комахи.

## Розмноження
Період розмноження припадає на весну; дорослі самиці можуть народжувати один або кілька виводків від двох до п'яти дитинчат протягом весни та літа. Вагітність триває в середньому 23 дні. Різці з'являються через 9 днів після народження, очі відкриваються на 14 день, а вуха відкриваються не раніше 14 дня. Багато молодих самиць рано досягають статевої зрілості.